# 鄭沖
鄭 沖（てい ちゅう）は、中国の後漢・三国時代・西晋の政治家。字は文和。本貫は司州滎陽郡開封県。

## 生涯
寒門の出身だが、性質は恬淡寡欲で、経書・史書を学ぶことに耽り、儒教及び諸子百家の言を広く修めた。風采に優れ、行いは全て礼法に準じていたが、自然体で過ごし、郷里での栄誉を求めなかったので、州郡からは長らく招聘されなかった。
建安22年（217年）、曹丕が魏の太子になると、鄭沖は文学に登用される。次いで尚書郎を経て、地方に出て陳留太守となった。政治を司ることにおいては良い評判はなかったが、衣食を粗末に済ませ、資産も蓄えなかったので、世の人々からは重んじられた。曹爽が大将軍になると従事中郎に登用され、次いで散騎常侍、光禄勲と移った。この時代に、孫邕・曹羲・荀顗・何晏と共同で『論語集解』を著した。
嘉平3年（251年）12月、司空に昇進した。曹髦が帝位に即くと彼に『尚書』を教え、正元2年（255年）9月にはその功労によって下賜品を賜った。甘露元年（256年）10月、司徒に転任した。
曹奐の時代、大将軍の司馬昭は「晋公に封建し、九錫を加え、相国に任じる」という勅命を、幾度にも渡って固辞していた。景元4年（263年）10月、鄭沖が群官を率いてその受諾を勧めると、司馬昭はこれに従った。同年12月、鄭沖は太保となり、その位は三公より上位にまで昇ったが、世俗の事柄には関わらなかった。
咸熙元年（264年）7月、諸制度の改革が行われ、荀顗が礼儀を定め、賈充が法律を正し、裴秀が官制を改め、鄭沖が全体を統括した。咸熙2年（265年）9月、曹奐が司馬炎に禅譲するに当たり、その策書を記した。12月に司馬炎が禅譲を受け、魏から晋に移った王朝で、鄭沖は太傅・寿光公となった。
その後、鄭沖が病を患うと、司隷校尉の李憙と御史中丞の侯史光は、鄭沖を免官とするよう訴えた。政務を執ることもできなくなった鄭沖は自身でも致仕を申し入れたが、司馬炎はこれを許さなかった。泰始9年（273年）、鄭沖は改めて致仕を請願。司馬炎は鄭沖を「寿光公の身分のまま私邸に帰し、位は太保・太傅と同等、三公の右に置く」ものとして、ようやくこれに応じた。
泰始10年閏1月11日（274年3月5日）に死去。成公と諡され、改めて太傅の位を追贈された。子はなく、従子の鄭徽が跡を継いだ。
咸寧元年（275年）7月、建国の功臣の一人として、晋王朝の廟庭に祀られた。